# 名古屋市立志賀中学校
名古屋市立志賀中学校（なごやしりつ しがちゅうがっこう）は、愛知県名古屋市北区中丸町にある名古屋市立中学校。

## 概要
校章は校名より「志」と「中」の字を組み合わせ図案化したもので、昭和22年5月に当時の職員・保護者より公募したものより定められた。

## 沿革

### 経緯
- 1947年（昭和22年）4月1日、旧名古屋市立第一工業学校跡地（北区光音寺町73番地）において名古屋市立金城小学校・名古屋市立城北小学校の2学区をもって名古屋市立志賀中学校として創立された[2]。
- 1950年（昭和25年）4月、現校地に移転[2]。
- 1961年（昭和36年）4月分校が設置され、1963年（昭和38年）9月名古屋市立北陵中学校として分離独立したため、校区が変更された[3]。
- 2022年（令和4年）度 - 体育館にエアコンが整備される[WEB 2][新聞 1]。

### 生徒数の変遷
『愛知県小中学校誌』（2018年）によると、生徒数の変遷は以下の通りである。
| 1947年（昭和22年） | 299人  |  |
| 1957年（昭和32年） | 1955人 |  |
| 1967年（昭和42年） | 1201人 |  |
| 1977年（昭和52年） | 1241人 |  |
| 1987年（昭和62年） | 1277人 |  |
| 1997年（平成9年）  | 798人  |  |
| 2007年（平成19年） | 585人  |  |
| 2017年（平成29年） | 538人  |  |

## 生徒会活動
委員会活動として、生活委員会・衛生委員会・図書委員会・文化委員会・環境委員会・選挙管理委員会がそれぞれ活動を行っている。（2024年度に委員会の廃統合が行われた。）

## 部活動
部活動として、2025年（令和7年）度は、男子バスケットボール部(２・３年生のみ)・女子バスケットボール部（２・３年生のみ）・サッカー部・ソフトボール部（２・３年生のみ）・ラグビー部・合唱部・美術部（２・３年生のみ）がそれぞれ活動を行った。（PC部、ダンス部は2024年をもって廃部となった。）

### 合唱部
2020年9月、「CBCこども合唱コンクール」で最上位の優秀賞を受賞した。
2021年10月、「全日本合唱コンクール」全国大会にて2大会連続の金賞を受賞。
同年11月、「第88回NHK全国学校音楽コンクール」全国コンクールにて銀賞(全国2位)を受賞。
2022年10月10日、「第89回NHK全国学校音楽コンクール」全国コンクールにて銅賞(全国3位)を受賞。
同年10月30日、「全日本合唱コンクール」全国大会にて中部支部初の3大会連続金賞を受賞。そして、「CBCこども合唱コンクール」では最上位の優秀賞を受賞した

## 通学区域
通学区域は以下の通りである。
| 金城小学校区 - 金城町2丁目 - 金城1～4丁目 - 駒止町 - 敷島町 - 城見通 - 田幡1～2丁目 - 西志賀町 - 平手町（一部） - 元志賀町 - 八代町 | 光城小学校区 - 金城町3～4丁目 - 光音寺町（一部） - 中丸町 - 浪打町 - 野方通 - 萩野通1丁目（一部） - 萩野通2丁目 - 平手町（一部） - 桝形町 - 水草町 | 川中小学校区 - 光音寺町（一部） - 中切町 - 福徳町 |

## 交通
- 名古屋市営地下鉄（名古屋市交通局）名城線 黒川駅より徒歩18分（1400m）[WEB 6]
- 名古屋市営バス（名古屋市交通局） 金城町三丁目停留所より徒歩5分（400m）・光音寺町停留所より徒歩4分（260m）[WEB 6]

## 関係者

### 教職員
- 桜井好朗 - 1954年（昭和29年）4月から1957年（昭和32年）3月まで教諭として勤務[5]。

### WEB
1. ↑  名古屋市教育委員会事務局総務部企画経理課企画統計係 (2018年9月18日). “北区の小・中学校一覧”.   名古屋市. 2018年11月14日閲覧。
2. ↑   “学校体育館空調設備にかかる設計について”. 名古屋市. (2021年5月28日) 2021年8月10日閲覧。
3. ↑  名古屋市立志賀中学校. “生徒委員会一覧”. 2014年3月23日閲覧。
4. ↑  名古屋市立志賀中学校. “部活動一覧”. 2014年3月23日閲覧。
5. ↑  “志賀中学校 学区”.   家造.net. 2014年3月23日閲覧。
6. 1 2  google地図の表示による（2014年3月23日閲覧）。

### 新聞
1. ↑  “中学、特別支援学校６０校の体育館にエアコン　冷房は２３年度から”. 中日新聞社. (2021年5月29日) 2021年6月21日閲覧。
2. 1 2  成田はな (2020年10月30日). “この人　合唱の魅力を伝える音楽教諭　山本高英さん”. 中日新聞朝刊:  p. ３

### 書籍
1. ↑  杉浦正巳『校章と自然 愛知県における校章の研究』1977年8月、93頁。
2. 1 2  『校区の歴史散歩』東洋経済出版社、1982年、164頁。
3. ↑  愛知県小中学校長会 1998, p. 295.
4. ↑  六三制教育七十周年記念 愛知県小中学校誌 合同記念誌編集特別委員会 2018, p. 183.
5. ↑  桜井好朗 1967, p. 273.